# Кизес (посёлок)
Кизес — упразднённый посёлок в Междуреченском городском округе Кемеровской области России. На момент упразднения входил в состав Ортонского сельсовета. Исключен из учётных данных в 1997 году.

## География
Располагался на реке Кизес, в месте пересечения её дорогой регионального значения Майзас — Большой Ортон, на расстоянии приблизительно 26 км по прямой к юго-востоку от посёлка Майзас.

## История
В 1979—1993 годы в составе Майзасского сельсовета.

## Население
| 1970 | 1979 | 1989 |
| ---- | ---- | ---- |
| 283  | ↘232 | ↘136 |